# Saisondimorphismus

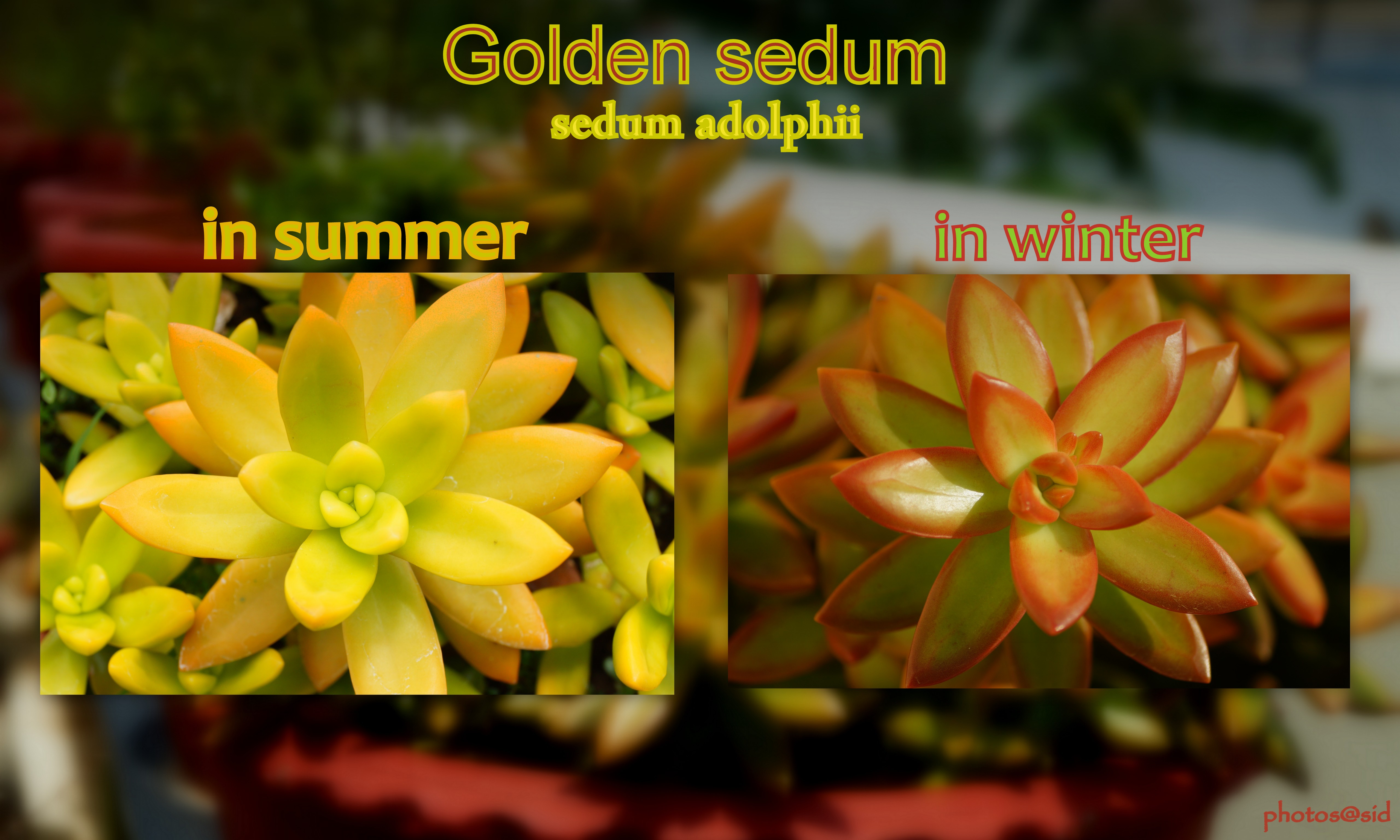
Saisondimorphismus bei Sedum adolphii

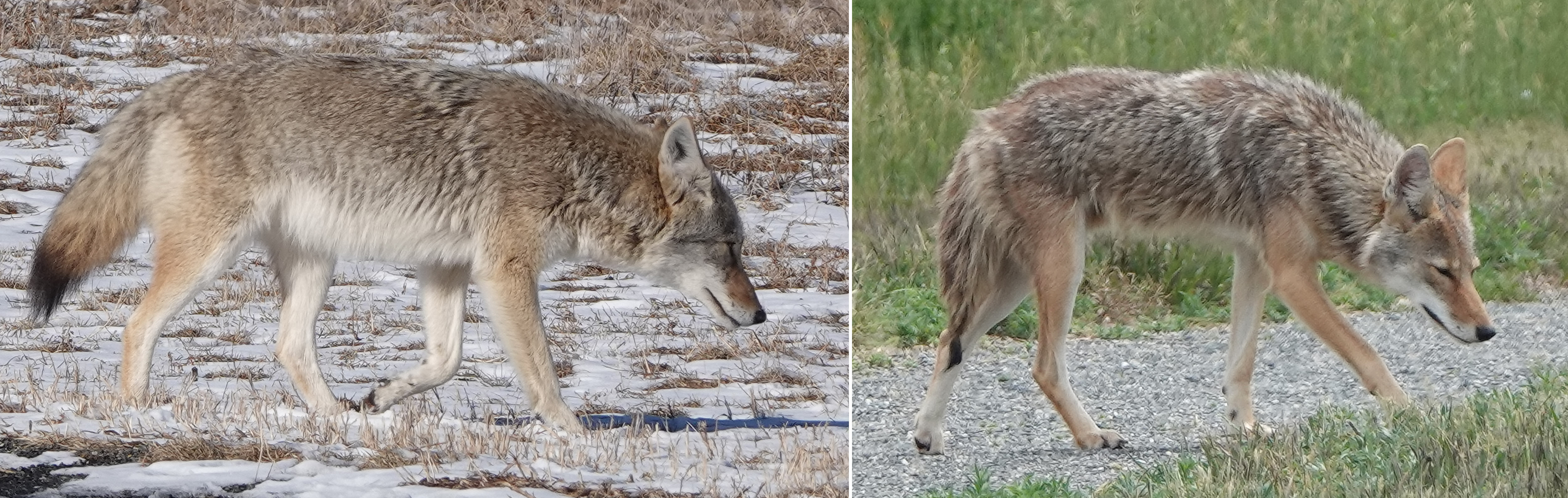
Das Foto links wurde im Januar aufgenommen, als das Alpha-Kojotenweibchen ihren vollen Winterpelz trug. Das Foto rechts stammt vom selben Kojotenweibchen im Juni. Auf dem Rücken trägt sie immer noch einen Teil ihres Winterpelzes. Fotos von Jim Kennedy auf der Metzger Farm Open Space in Westminster und Broomfield, Colorado

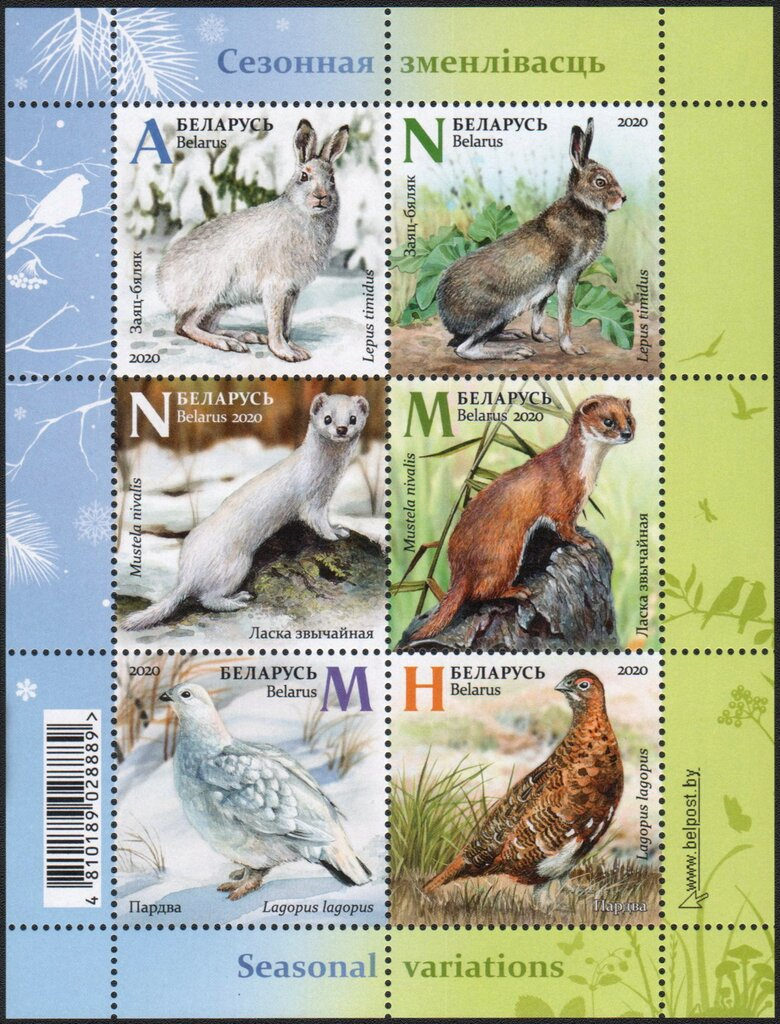
Briefmarken von Belarus 2020 mit Tieren in Winter- und Sommerkleid

Unter Saisondimorphismus (Saison, siehe Jahreszeit + di (zwei) + morphismus, Gestalt, siehe Morphologie) versteht man das saisonale Auftreten von zwei deutlich verschiedenen Erscheinungsformen oder Trachten bei einer Art. Es gibt eine Reihe von Gründen für die Ausbildung eines Saisondimorphismus. Dabei kann es sich bei Tieren um einen Farbwechsel handeln, als tarnende Anpassung an eine sich verändernde Umgebung (Hermelin) oder um einen Wechsel der körpereigenen Wärmedämmung oder um eine Kombination, oder um eine Balztracht (Hochzeitskleid wie beim männlichen Kragenhuhn, Geweih männlicher Hirsche, rote Bauchfärbung mancher Wassermolche) oder bei alljährlichem Habitatwechsel spezielle Anpassungen der äußeren Gestalt (Wassertracht / Landtracht vieler Molche). Parallel mit der morphologischen Veränderung kann sich auch das Verhalten saisonal ändern (Balz, Nahrungspräferenz, Zugverhalten, Ruhephasen, Nestbau, Habitatpräferenz, präferierte Gruppengröße u. a.).
Bei vielen Laubbäumen kann das Blattwerk zeitweise entfallen, beispielsweise um die winterliche Schneelast zu verringern oder um die Verdunstung während der Trockensaison im Trockenwald oder tropischen laubabwerfenden Wald zu minimieren.

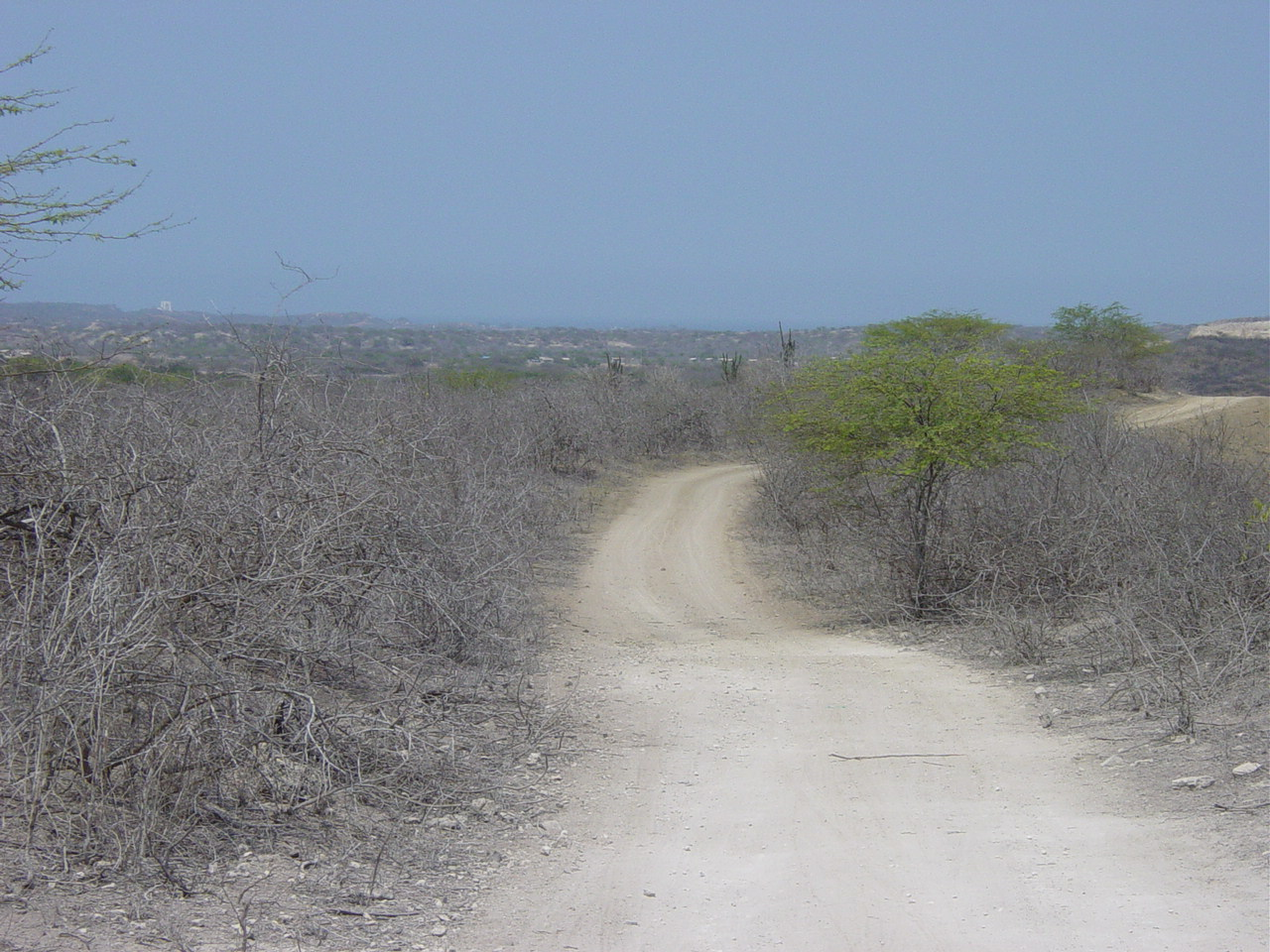
Trockenwald während Trockenzeit in Ecuador

Maßgeblich für die Einleitung des Saisondimorphismus sind in den Gemäßigten Zonen die Intensität der Ultraviolettstrahlung, die Tageslichtlänge und der Temperaturverlauf, in Trockenzonen die Humidität von Luft und/oder Boden.
Der Wechsel zwischen Winter- und Sommerkleid (Fellwechsel, Gefiederwechsel) kann durch das Auftreten mindestens zweier Generationen einer Art innerhalb eines Jahres verursacht werden. Hierbei unterscheiden sich diese innerhalb der Jahreszeiten in ihrer Erscheinungsform (zum Beispiel Körpergröße, Farbe) deutlich voneinander. Ein Beispiel hierzu ist das Landkärtchen.
Saisonaler Dimorphismus kann auch an einzelnen Individuen auftreten. Lebensraumtypisch für Zwergsträucher der Phrygana ist die Ausbildung saisonal unterschiedlicher Blattformen.